# Bertran de Born (Gade)
De Ouverture Bertran de Born is een compositie van Niels Gade uit 1876. Gade schreef wel vaker ouvertures, soms voor toneel en soms als concertouverture. Bertran de Born is een historische figuur (schrijver en soldaat) en verwerkt in een toneelstuk van Ernst von der Recke, dat 30 keer werd opgevoerd in de seizoenen 1873-1875 in Det Kongelige Teater in Kopenhagen. Echter werden die voorstellingen begeleid door muziek van Peter Heise. Het werk van Gade zal daar niet bij gehoord zijn, het valt waarschijnlijk in de categorie concertouvertures. Het werk lijkt van de aardbodem verdwenen.